# SVT 1
SVT 1 (pronunciado SVT Ett) es el primer canal de la Sveriges Television, ente de televisión pública de Suecia. Es el canal con mayor audiencia de los cinco que dirige la empresa pública. Su programación es de carácter generalista, enfocada a toda la familia con programas informativos, cine, producción propia y eventos especiales.

## Historia
SVT1 comienza sus emisiones como Radiotjänst TV (Posteriormente "Sveriges Radio TV"), siendo el primer canal de televisión en Suecia. Con la aparición del segundo canal público llamado TV2 en el año 1969, pasaría a llamarse TV1 y competiría directamente con él.
Con la reestructuración de SVT en 1987, SVT1 pasa a ser un canal con base en Estocolmo, que realizaría todos los programas de producción propia desde la capital. Esto hace que SVT 1 fuese un canal con menores audiencias que SVT 2, dedicando su parrilla a programas informativos, magacines y eventos especiales. En 2001 vuelve a producirse una reestructuración en la que SVT1 pasaría a ser el canal generalista en el que se realizarían todos los programas, series y transmisiones de interés. Compite en las audiencias con TV4, aunque perdió el liderazgo de las mismas desde hace unos años. SVT 1 cubre todo el territorio nacional.
Desde finales del año 2004, emite las 24 horas del día, ya que de 1 a 7 de la madrugada emite el canal informativo SVT 24.
A partir de octubre de 2006 algunos programas de SVT 1 comenzaron a ser emitidos en alta definición (HD) a través del canal SVT HD que emitía programación HD de todos los canales del grupo. Desde el 20 de septiembre de 2010 se crearon SVT 1 HD y SVT 2 HD, reemplazando a SVT HD.

## Denominaciones
- 1956 a 1957: Radiotjänst TV
- 1957 a 1969: Sveriges Radio TV
- 1969 a 1987: TV1
- 1987 a 1996: Kanal 1
- Desde 1996: SVT1

## Identidad Visual

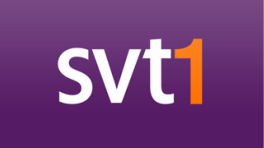
Antiguo logo de SVT1 del 25 de agosto de 2008 al 4 de marzo de 2012.
Antiguo logo de SVT1 HD del 25 de agosto de 2008 al 4 de marzo de 2012.
Antiguo logo de SVT1 del 5 de marzo de 2012 al 24 de noviembre de 2016.
Antiguo logo de SVT1 HD del 5 de marzo de 2012 al 24 de noviembre de 2016.
Logo de SVT1 desde el 25 de noviembre de 2016.
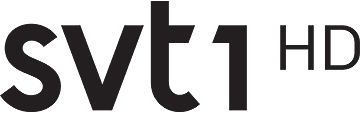
Logo de SVT1 HD desde el 25 de noviembre de 2016.